# Freesiinae
Freesiinae je biljni podtribus u porodici perunuikovki, dio potporodice Crocoideae. Postoje pet rodova čiji su predstavnici rašireni po dijelovima Afrike; tipični rod je Freesia sa 16 taksonomski priznatih vrsta.

## Rodovi
Subtribus Freesiinae Goldblatt
1. Zygotritonia Mildbr. (7 spp.)
2. Xenoscapa (Goldblatt) Goldblatt & J. C. Manning (3 spp.)
3. Freesia Eckl. ex Klatt (16 spp.)
4. Crocosmia Planch. (8 spp.)
5. Devia Goldblatt & J. C. Manning (1 sp.)